# Parachirus xenicus
Parachirus xenicus és un peix teleosti de la família dels soleids i de l'ordre dels pleuronectiformes.

## Morfologia
Pot arribar als 8 cm de talla màxima.

## Distribució geogràfica
Es troba a les costes de Sud-àfrica, Moçambic i Japó.